# Coupe de France de football 1970-1971
Navigation
Coupe de France 1969-1970 Coupe de France 1971-1972
La Coupe de France 1970-1971 était la 54e édition de la coupe de France, et a vu le Stade rennais l'emporter sur l'Olympique lyonnais en finale, le 20 juin 1971.
C'est la deuxième Coupe de France remportée par les joueurs rennais.
À noter qu'il s'agit de la dernière année où la finale de la Coupe se joue à Colombes. En effet, les finales suivantes se déroulent au Parc des Princes. 

Cette édition voit également l’apparition de l'épreuve des tirs au but, inventée quelques mois plus tôt.

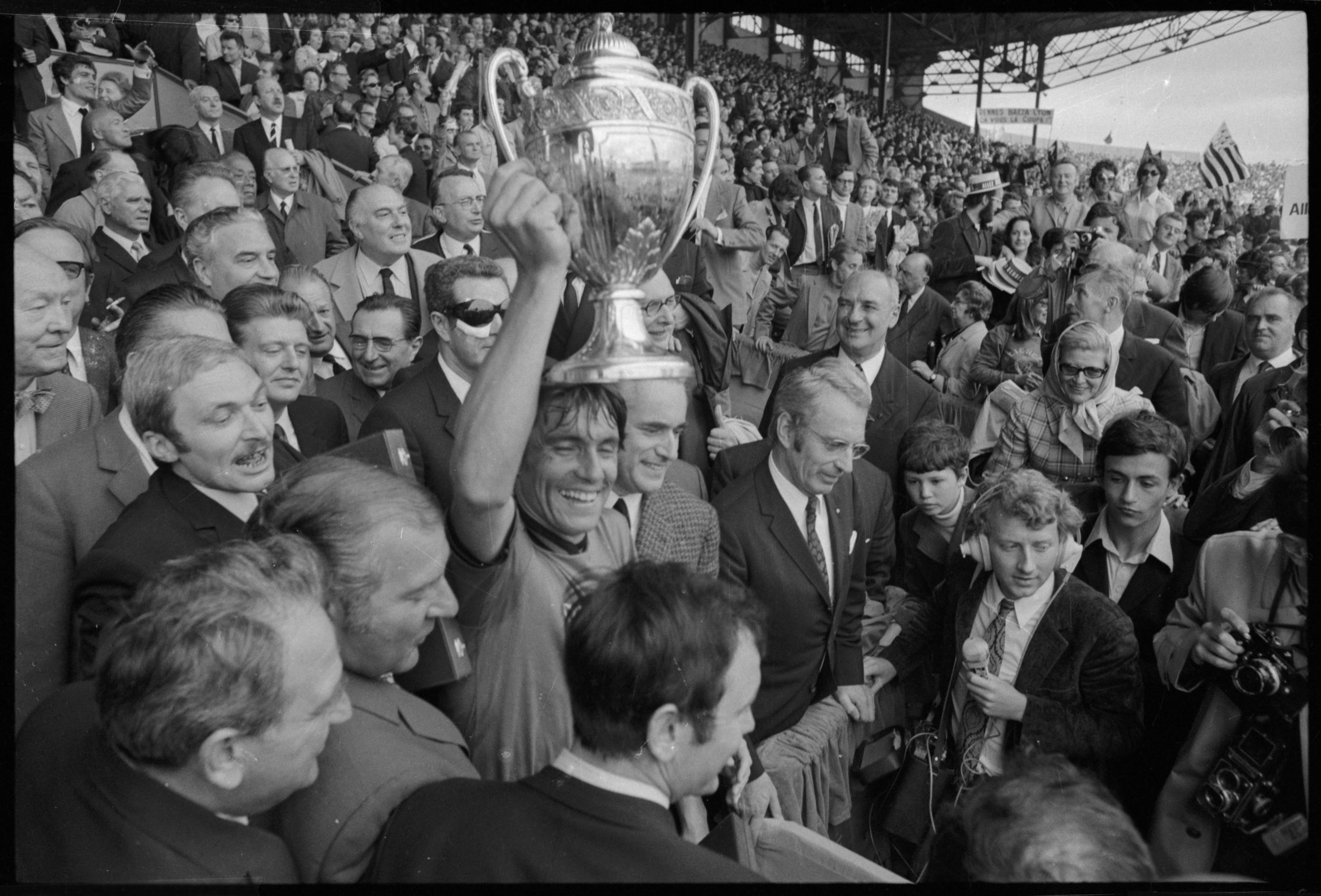
Finale de la Coupe de France de football Rennes Lyon - Musée de Bretagne
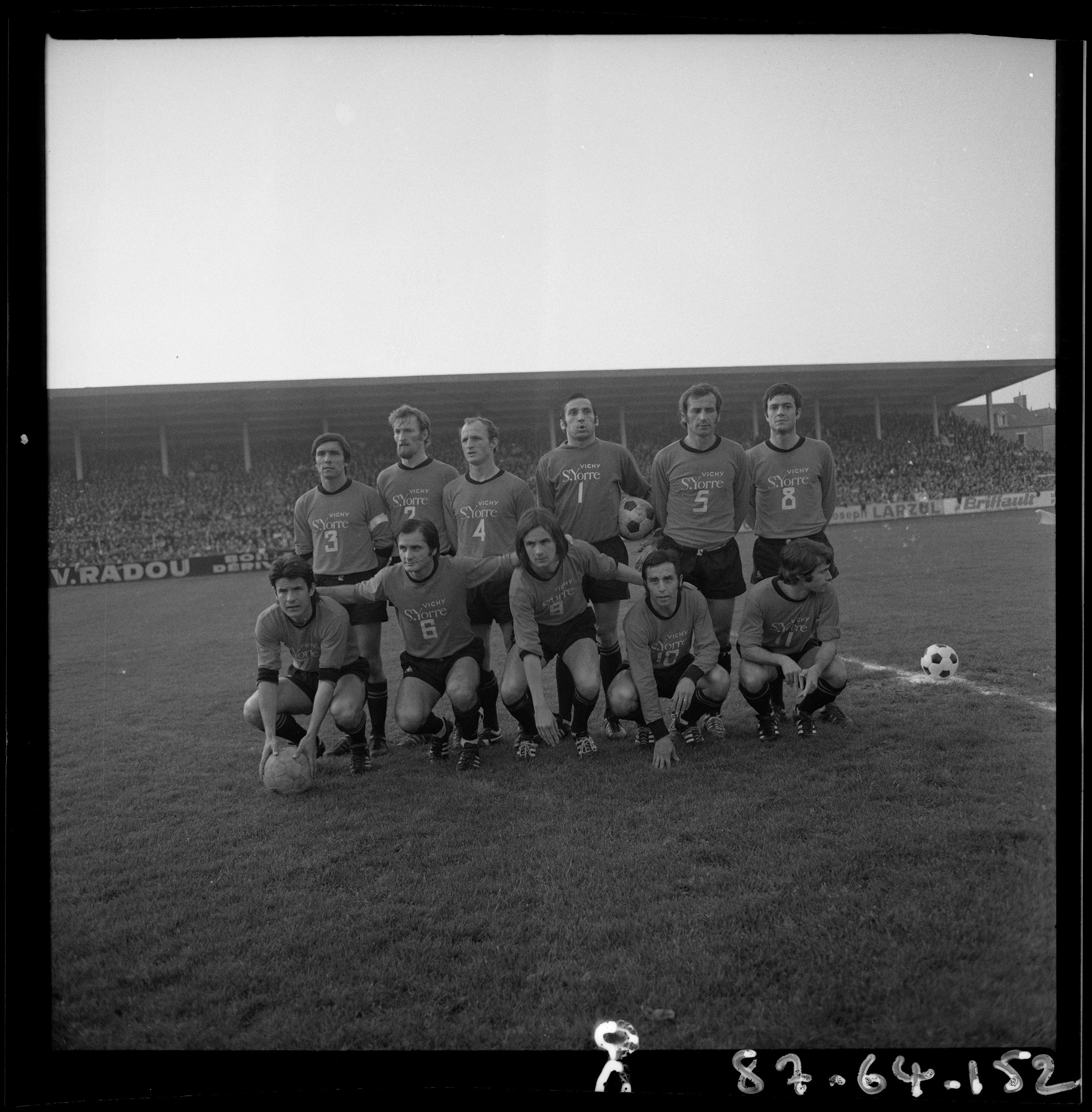
Finale de la Coupe de France de football Rennes Lyon - Musée de Bretagne
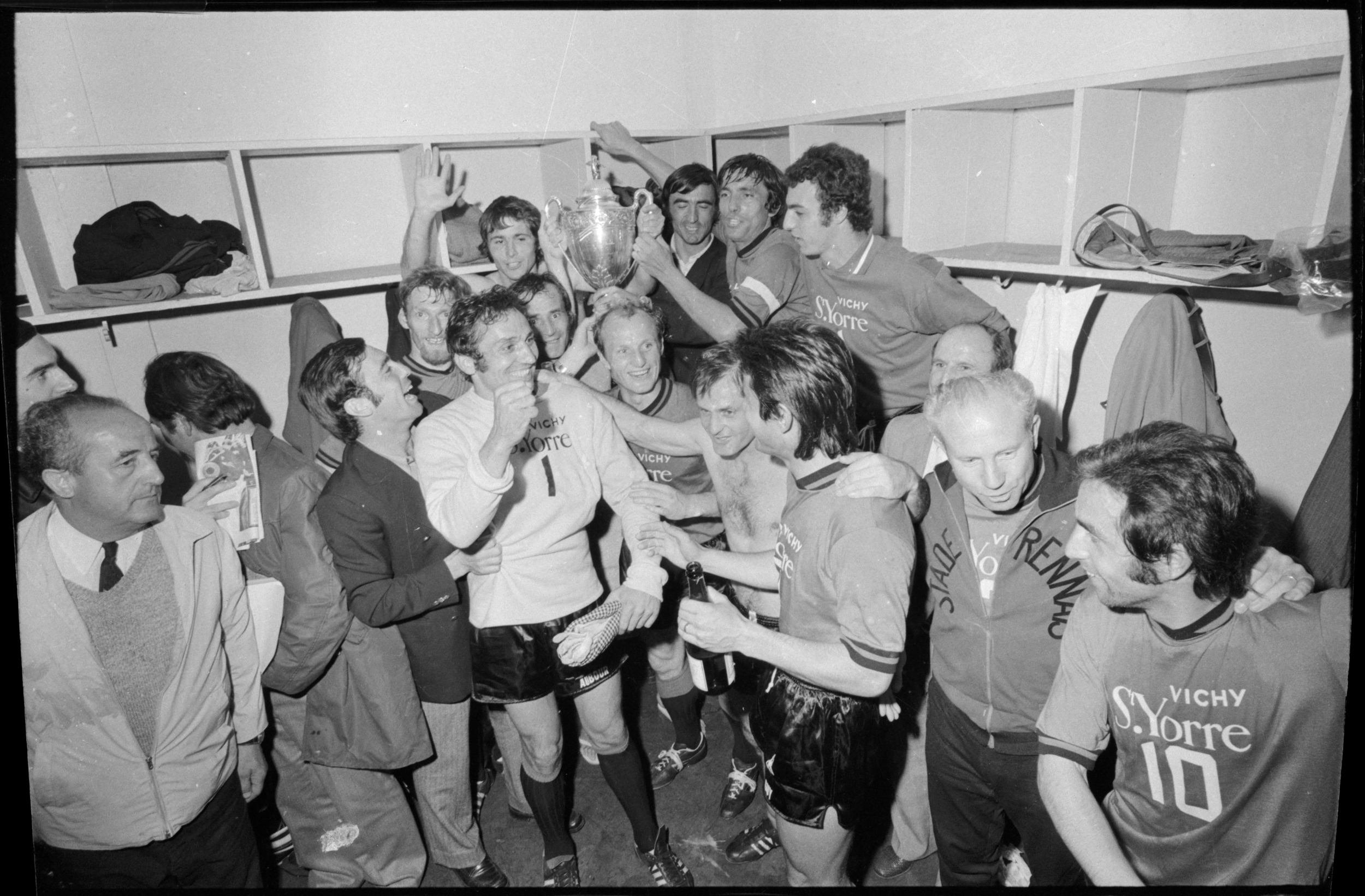
Finale de la Coupe de France de football Rennes Lyon - Musée de Bretagne
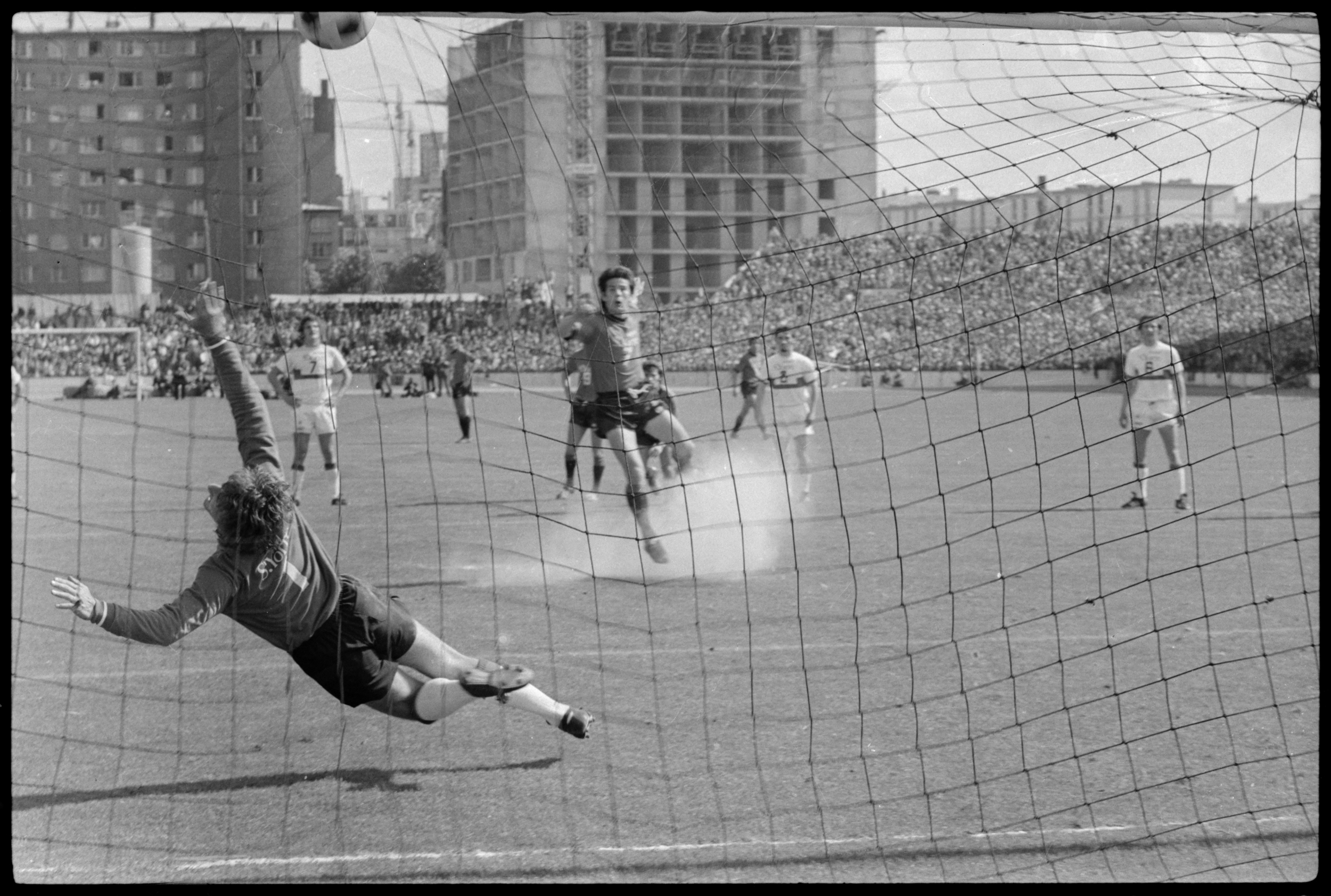
Finale de la Coupe de France de football Rennes Lyon - Musée de Bretagne
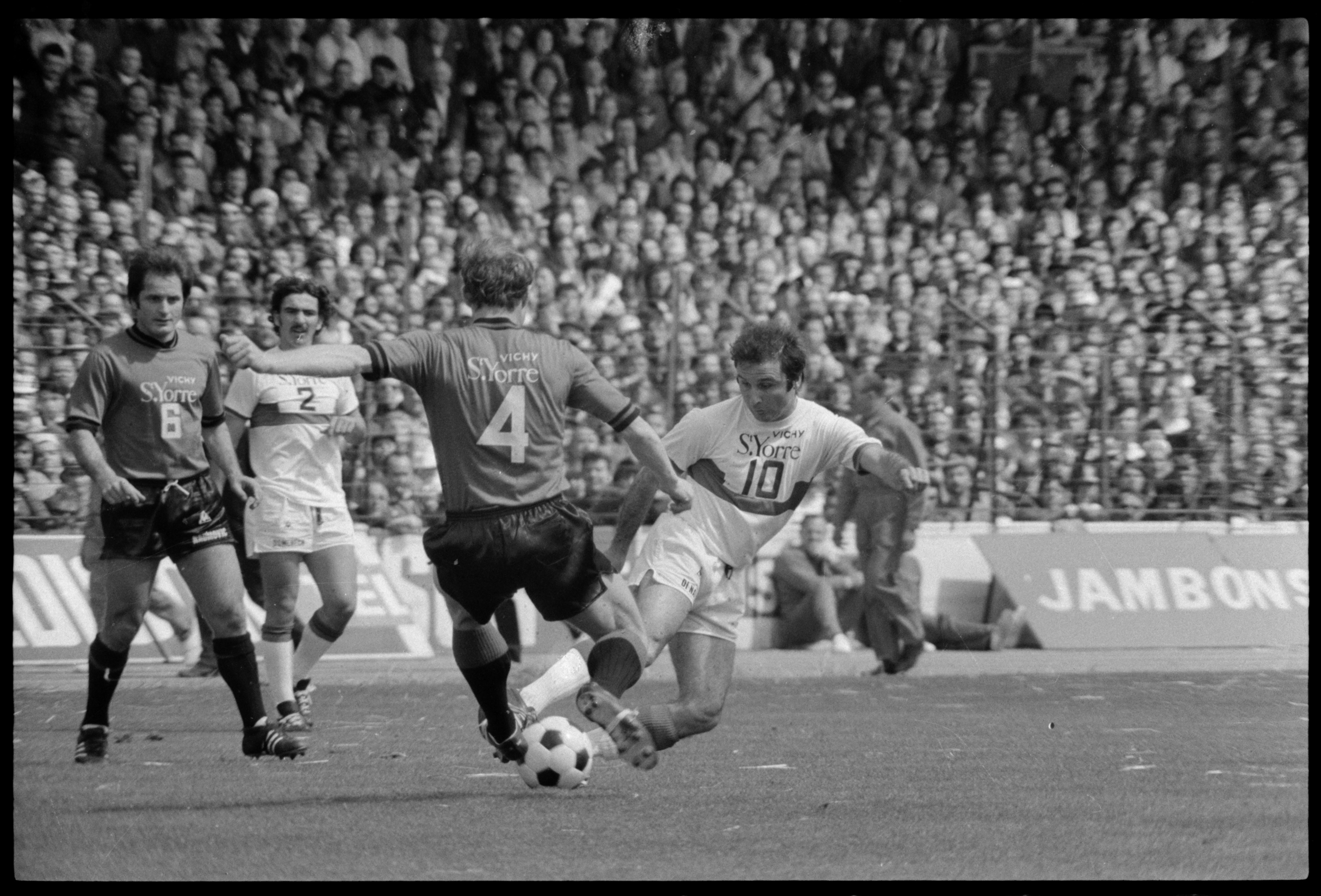
Finale de la Coupe de France de football Rennes Lyon - Musée de Bretagne
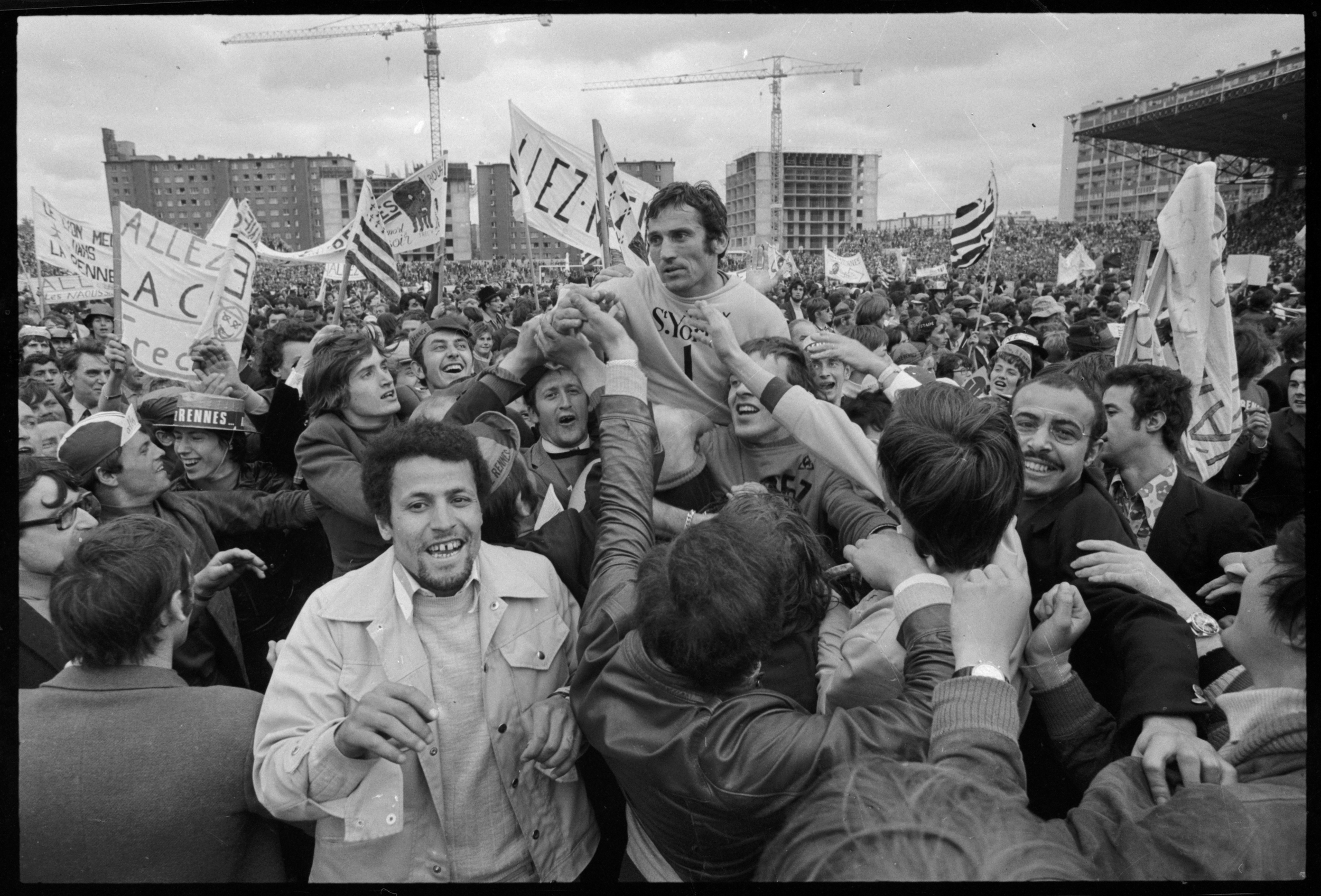
Finale de la Coupe de France de football Rennes Lyon - Musée de Bretagne

## Trente-deuxièmes de finale
| Division        | Club                     | Score               | Club                      | Division        |
| --------------- | ------------------------ | ------------------- | ------------------------- | --------------- |
| Division 2 (D2) | AS Aix-en-Provence       | 3 - 1               | AC Ajaccio                | Division 1 (D1) |
| Division 1 (D1) | Stade rennais UC         | 4 - 1               | US Quevilly               | Division 2 (D2) |
| DH (D4)         | SC Saint-Cyr-sur-Mer     | 1 - 0               | FC Sète                   | Division 2 (D2) |
| Division 3 (D3) | AS Strasbourg            | 3 - 1               | FC Saint-Louis            | Division 3 (D3) |
| Division 2 (D2) | Montpellier LSC          | 2 - 2 a.p.          | AS Béziers                | Division 2 (D2) |
| Division 1 (D1) | AS Nancy-Lorraine        | 1 - 0               | USG Boulogne-sur-Mer      | Division 2 (D2) |
| Division 1 (D1) | FC Nantes                | 3 - 1               | FC Lorient                | Division 2 (D2) |
| Division 1 (D1) | OGC Nice                 | 2 - 1               | Nîmes Olympique           | Division 1 (D1) |
| Division 2 (D2) | Racing Paris-Joinville   | 1 - 0               | US Le Mans                | Division 2 (D2) |
| Division 2 (D2) | Stade quimpérois         | 1 - 0               | Évreux AC                 | Division 3 (D3) |
| Division 1 (D1) | Stade de Reims           | 1 - 0               | CS Sedan-Ardennes         | Division 1 (D1) |
| Division 1 (D1) | US Valenciennes-Anzin    | 1 - 0               | CA Lisieux                | DH (D4)         |
| Division 2 (D2) | FC Rouen                 | 1 - 0               | Limoges FC                | Division 2 (D2) |
| Division 1 (D1) | RP Strasbourg-Meinau     | 2 - 2 a.p.          | FC Metz                   | Division 1 (D1) |
| Division 1 (D1) | AS Saint-Étienne         | 3 - 2               | US Toulouse               | Division 2 (D2) |
| Division 1 (D1) | Red Star FC              | 1 - 1 a.p.          | AC Cambrai                | Division 2 (D2) |
| Division 1 (D1) | FC Sochaux-Montbéliard   | 5 - 0               | AS Angoulême              | Division 1 (D1) |
| Division 2 (D2) | EDS Montluçon            | 5 - 3               | SO Cholet                 | Division 3 (D3) |
| Division 2 (D2) | AS Monaco FC             | 2 - 0               | USM Montélimar            | Division 2 (D2) |
| Division 3 (D3) | ROS Menton               | 2 - 1               | FC Gueugnon               | Division 2 (D2) |
| Division 2 (D2) | Olympique avignonnais    | 3 - 0               | Bagnères-de-Luchon Sports | Division 3 (D3) |
| Division 2 (D2) | AAJ Blois                | 6 - 0               | CA Brantôme               | PH (D5)         |
| Division 1 (D1) | FC Girondins de Bordeaux | 1 - 1 a.p.          | FC Grenoble               | Division 2 (D2) |
| Division 3 (D3) | CS Cuiseaux-Louhans      | 2 - 1               | Paris Saint-Germain FC    | Division 2 (D2) |
| DH (D4)         | SM Douarnenez            | 0 - 0 a.p.          | Stade brestois            | Division 2 (D2) |
| Division 2 (D2) | US Dunkerque             | 1 - 1 a.p.          | AS Aulnoye                | Division 3 (D3) |
| Division 2 (D2) | Entente BFN              | 1 - 1 a.p.          | AC Mouzon                 | Division 3 (D3) |
| Division 1 (D1) | Olympique de Marseille   | 3 - 0               | SEC Bastia                | Division 1 (D1) |
| Division 2 (D2) | RC Lens                  | 5 - 1               | Troyes AF                 | Division 2 (D2) |
| Division 2 (D2) | Lille OSC                | 3 - 1               | Angers SCO                | Division 1 (D1) |
| Division 1 (D1) | Olympique lyonnais       | 1 - 0               | FC Bourges                | Division 2 (D2) |
| Division 3 (D3) | CA Mantes-la-Ville       | 4 - 1               | RCFC Besançon             | Division 2 (D2) |
| Matches rejoués |                          |                     |                           |                 |
| Division 2 (D2) | Entente BFN              | 1 - 0               | AC Mouzon                 | Division 3 (D3) |
| Division 2 (D2) | Montpellier LSC          | 2 - 1               | AS Béziers                | Division 2 (D2) |
| Division 1 (D1) | Red Star FC              | 0 - 0 a.p., 5-4 tab | AC Cambrai                | Division 2 (D2) |
| Division 2 (D2) | Stade brestois           | 1 - 2               | SM Douarnenez             | DH (D4)         |
| Division 2 (D2) | US Dunkerque             | 3 - 2               | AS Aulnoye                | Division 3 (D3) |
| Division 1 (D1) | FC Girondins de Bordeaux | 1 - 0               | FC Grenoble               | Division 2 (D2) |
| Division 1 (D1) | RP Strasbourg-Meinau     | 2 - 2 a.p., 9-8 tab | FC Metz                   | Division 1 (D1) |

## Seizièmes de finale
| Division        | Club                     | Score               | Club                   | Division        |
| --------------- | ------------------------ | ------------------- | ---------------------- | --------------- |
| Division 2 (D2) | AAJ Blois                | 2 - 1               | EDS Montluçon          | Division 2 (D2) |
| Division 3 (D3) | AS Strasbourg            | 1 - 2               | FC Sochaux-Montbéliard | Division 1 (D1) |
| Division 1 (D1) | Red Star FC              | 0 - 0 a.p.          | Stade de Reims         | Division 1 (D1) |
| Division 1 (D1) | AS Saint-Étienne         | 2 - 1 a.p.          | Lille OSC              | Division 2 (D2) |
| Division 1 (D1) | Stade rennais UC         | 2 - 0               | Entente BFN            | Division 2 (D2) |
| Division 2 (D2) | Racing Paris-Joinville   | 0 - 0 a.p.          | SC Saint-Cyr-sur-Mer   | DH (D4)         |
| Division 1 (D1) | FC Nantes                | 0 - 0 a.p.          | US Valenciennes-Anzin  | Division 1 (D1) |
| Division 1 (D1) | AS Nancy-Lorraine        | 1 - 0               | FC Rouen               | Division 2 (D2) |
| Division 2 (D2) | Montpellier LSC          | 3 - 0               | SM Douarnenez          | DH (D4)         |
| Division 2 (D2) | AS Monaco FC             | 1 - 0               | Olympique avignonnais  | Division 2 (D2) |
| Division 1 (D1) | FC Girondins de Bordeaux | 1 - 1 a.p.          | AS Aix-en-Provence     | Division 2 (D2) |
| Division 1 (D1) | Olympique lyonnais       | 2 - 1               | CS Cuiseaux-Louhans    | Division 3 (D3) |
| Division 3 (D3) | CA Mantes-la-Ville       | 1 - 0               | Stade quimpérois       | Division 2 (D2) |
| Division 1 (D1) | Olympique de Marseille   | 1 - 0               | RP Strasbourg-Meinau   | Division 1 (D1) |
| Division 3 (D3) | ROS Menton               | 3 - 1               | OGC Nice               | Division 1 (D1) |
| Division 2 (D2) | US Dunkerque             | 2 - 1               | RC Lens                | Division 2 (D2) |
| Matches rejoués |                          |                     |                        |                 |
| Division 1 (D1) | FC Nantes                | 1 - 0               | US Valenciennes-Anzin  | Division 1 (D1) |
| Division 1 (D1) | FC Girondins de Bordeaux | 2 - 0               | AS Aix-en-Provence     | Division 2 (D2) |
| Division 1 (D1) | Red Star FC              | 1 - 0               | Stade de Reims         | Division 1 (D1) |
| Division 2 (D2) | Racing Paris-Joinville   | 1 - 1 a.p., 3-1 tab | SC Saint-Cyr-sur-Mer   | DH (D4)         |

## Huitièmes de finale
| Division        | Club                     | Aller | Total | Retour | Club               | Division        |
| --------------- | ------------------------ | ----- | ----- | ------ | ------------------ | --------------- |
| Division 1 (D1) | FC Girondins de Bordeaux | 2 - 0 | 3 - 2 | 1 - 2  | AS Nancy-Lorraine  | Division 1 (D1) |
| Division 1 (D1) | FC Sochaux-Montbéliard   | 2 - 0 | 3 - 1 | 1 - 1  | FC Nantes          | Division 1 (D1) |
| Division 2 (D2) | Racing Paris-Joinville   | 0 - 1 | 1 - 6 | 1 - 5  | AAJ Blois          | Division 2 (D2) |
| Division 3 (D3) | ROS Menton               | 2 - 1 | 2 - 3 | 0 - 2  | US Dunkerque       | Division 2 (D2) |
| Division 1 (D1) | Olympique de Marseille   | 1 - 0 | 2 - 0 | 1 - 0  | Red Star FC        | Division 1 (D1) |
| Division 2 (D2) | Montpellier-Littoral SC  | 1 - 4 | 2 - 5 | 1 - 1  | AS Monaco FC       | Division 2 (D2) |
| Division 1 (D1) | Stade rennais UC         | 1 - 0 | 2 - 1 | 1 - 1  | CA Mantes-la-Ville | Division 3 (D3) |
| Division 1 (D1) | AS Saint-Étienne         | 2 - 0 | 2 - 3 | 0 - 3  | Olympique lyonnais | Division 1 (D1) |

## Quarts de finale
| Division        | Club                   | Aller | Total  | Retour | Club                     | Division        |
| --------------- | ---------------------- | ----- | ------ | ------ | ------------------------ | --------------- |
| Division 1 (D1) | Olympique lyonnais     | 3 - 1 | 6 - 3  | 3 - 2  | US Dunkerque             | Division 2 (D2) |
| Division 1 (D1) | FC Sochaux-Montbéliard | 2 - 1 | 3 - 1  | 1 - 0  | FC Girondins de Bordeaux | Division 1 (D1) |
| Division 1 (D1) | Olympique de Marseille | 9 - 1 | 13 - 3 | 4 - 2  | AAJ Blois                | Division 2 (D2) |
| Division 2 (D2) | AS Monaco FC           | 2 - 0 | 2 - 4  | 0 - 4  | Stade rennais UC         | Division 1 (D1) |

## Demi-finales
| Division        | Club                   | Aller | Total | Retour              | Club               | Division        |
| --------------- | ---------------------- | ----- | ----- | ------------------- | ------------------ | --------------- |
| Division 1 (D1) | Olympique de Marseille | 1 - 0 | 2 - 2 | 1 - 2 a.p., 1-3 tab | Stade rennais UC   | Division 1 (D1) |
| Division 1 (D1) | FC Sochaux-Montbéliard | 0 - 1 | 1 - 2 | 1 - 1               | Olympique lyonnais | Division 1 (D1) |

## Finale
| Entraîneur : |
| Jean Prouff  |

| Entraîneur : |
| Aimé Mignot  |

| Entraîneur : |
| Jean Prouff  |

| Entraîneur : |
| Aimé Mignot  |